# Philipp Streiff von Lauenstein

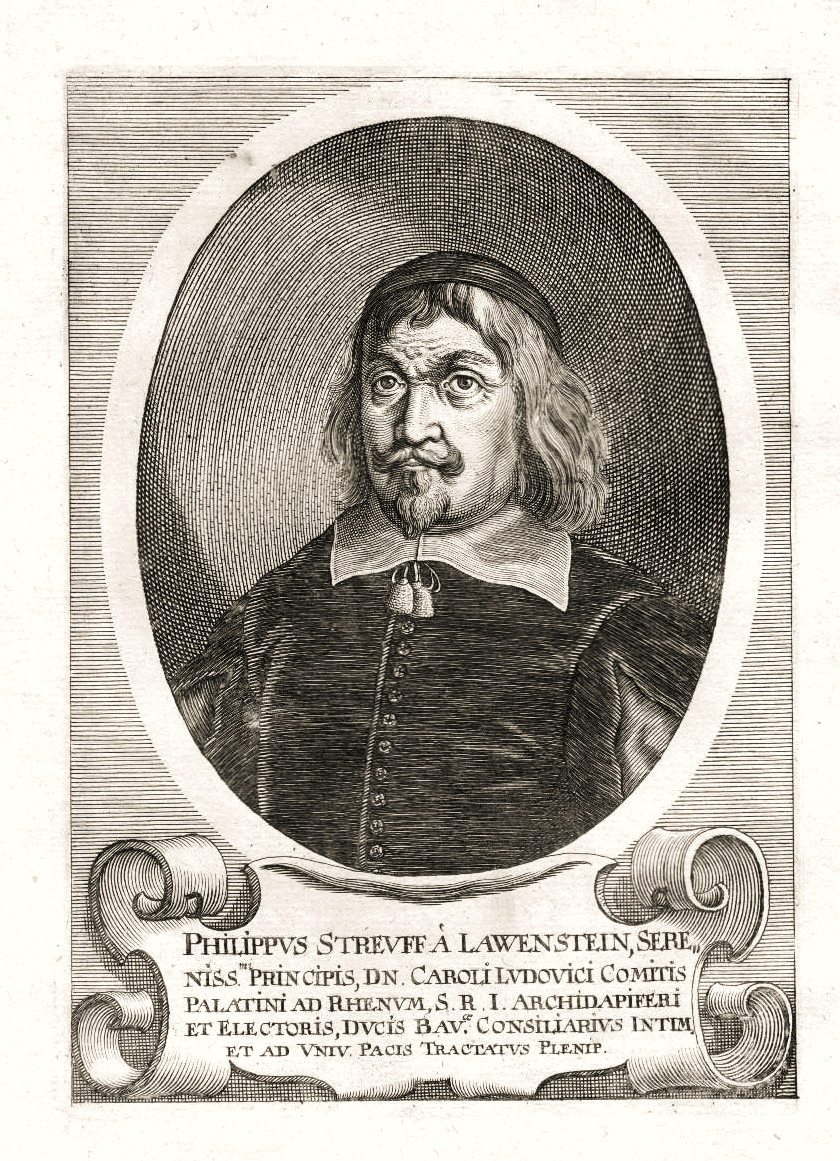
Philipp Streiff von Lauenstein (1595–1647)

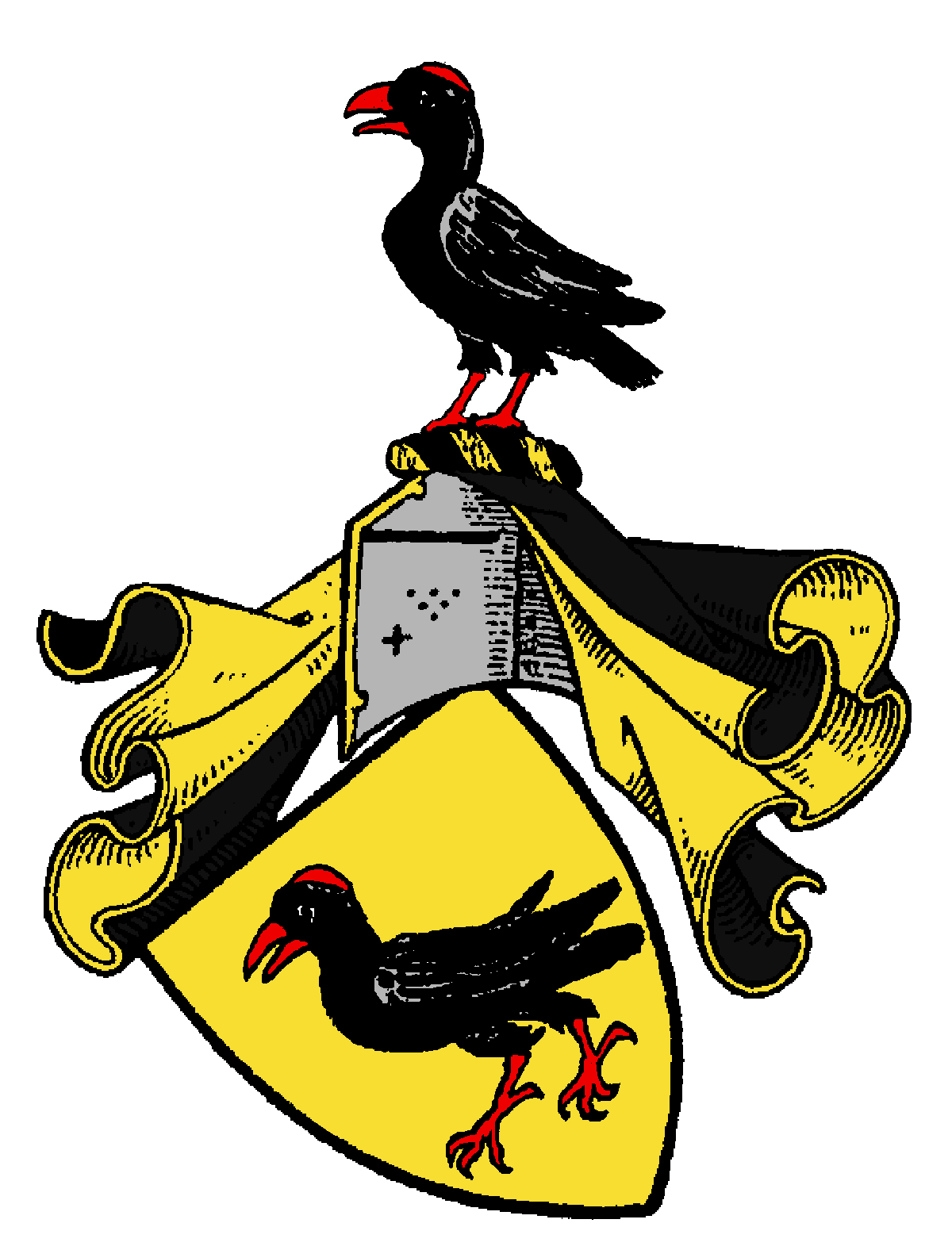
Wappen der Streiff von Lauenstein

Phillip Streiff von Lauenstein (* 1595; † 1647 in Münster) war ein deutscher Jurist und pfälzischer Gesandter zu den Verhandlungen, die 1648 zum Westfälischen Frieden geführt haben.

## Leben
Philipp Streiff von Lauenstein entstammte dem pfälzischen Adelsgeschlecht Streiff von Lauenstein und war ein  Sohn des  Johann Eberhard Streiff von Löwenstein (1565–1618) und dessen Ehefrau Susanne du Plessis-Tellier († 1613).
Am 3. Oktober 1614 immatrikulierte er sich an der Philipps-Universität Marburg und studierte Rechtswissenschaften. 1622 wurde er Rat und Amtmann in der Herrschaft Lahr und pfalzgräflich-Zweibrückischer Rat und Oberamtmann in Neukastel.
Im April 1633 war er pfälzischer Gesandter zum Heilbronner Bund, der unter Führung des schwedischen Reichskanzlers Axel Oxenstierna gebildet wurde.
1634 erhielt er ein Mandat für Verhandlungen mit Frankreich. Der schwedische Vizekanzler Jakob Löffler, im Solde Schwedens stehend und von Frankreich bestochen, und er sollten Frankreich zum Kriegseintritt bewegen.
Es kam zum Abschluss des Vertrages von Paris.
Gemeinsam mit Jonas Meisterlin vertrat er 1645  die pfälzischen Interessen bei den Verhandlungen, die zum Westfälischen Frieden geführt haben.
Er war dort „Conseiller d'Estat du Prince Palatin et son Ambassadeur à Munster“ und mit dem französischen Gesandtschaftsmitglied Théodore Godefroy befreundet.
Am 6. Dezember 1629 heiratete Philipp Juliane Quad von Landskron (1610–1674).